# Félix Heredia
Félix Heredia Pérez (nacido el 20 de junio de 1975 en Barahona) es un lanzador abridor dominicano que jugó en las Grandes Ligas de Béisbol. El 18 de octubre de 2005, se convirtió en el 11º jugador de MLB en ser suspendido por dar positivo en uso de esteroides. También es conocido como "El Gato Flaco" ("Skinny Cat" en inglés) y "The Run Fairy" (un apodo sarcástico que se le puso por sus malos resultados en la última parte de su carrera). Además ha jugado para Sultanes de Monterrey y para los Dorados de Chihuahua en la Liga Mexicana.
Heredia asistió a la Escuela Dominical en Barahona. Fue firmado como amateur por los Marlins de Florida en 1993 e hizo su debut en Grandes Ligas con los Marlins el 9 de agosto de 1995. Heredia llegó a lanzar para los Cachorros de Chicago y Azulejos de Toronto antes de tener su mejor temporada en 2003 con los Rojos de Cincinnati y los Yankees de Nueva York. Ese año, se fue de 5-3 con un salvamento y una efectividad de 2.69 en 69 apariciones como relevista. Sin embargo, su rendimiento disminuyó rápidamente en 2004 con los Yanquis, quienes lo cambiaron a los Mets de Nueva York por Mike Stanton antes de la temporada 2005. Sin embargo, sólo lanzó tres partidos con los Mets en el 2005 antes de salir de la lista de lesionados por un aneurisma en su hombro izquierdo en junio, perdiéndose el resto de la temporada.
Los siguientes temporada baja, firmó con Arizona, pero fue puesto en libertad durante el spring training. Cuatro días más tarde, Heredia firmó con los Indios de Cleveland, figurando en ocho partidos para sus afiliados de Triple-A, los Buffalo Bisons, antes de ser puesto en libertad el 12 de mayo. El 16 de diciembre de 2006, los Tigres de Detroit lo firmaron con un contrato de ligas menores, pero a pesar de tener efectividad de 2.00 en el spring training, Heredia fue puesto en libertad.

## Liga Dominicana
Heredia fue reclutado en la Liga Dominicana por los Leones del Escogido con quienes jugó de 1995 a 2000, luego pasó a los Azucareros del Este. Desde octubre de 2010 milita con las Águilas Cibaeñas.